# Miksa
Miksa est un prénom hongrois masculin.

## Étymologie
Forme affectueuse ancienne du prénom hongrois Miklós (équivalent de Nicolas) ou éventuellement aussi de la forme ancienne Mikhál du prénom hongrois Mihály (équivalent de Michel), également utilisée plus tard indépendamment de son origine en tant qu'équivalent hongrois de Maximilien.